# 松下恵
松下 恵（まつした めぐみ、1981年1月16日 - ）は、日本の女優。東京都渋谷区出身。2005年5月までホリプロに所属していたが現在は東映マネージメントに所属（業務提携）。
2001年から2003年9月までは、榊原めぐみという母方の名義で活動していた。松下の名義は、実父であるヨーロッパ鉄道協会理事等を歴任した松下資雄 （母である榊原るみの前夫）の姓である。

## 来歴
1993年7月、東芝日曜劇場『課長サンの厄年』（TBS）にて芸能界デビュー。
1997年、母が再婚した相手（松下とは戸籍は別）のすずきじゅんいちが監督した映画『秋桜』にて、小田茜と共に主演。
その後はテレビドラマ、映画、CM、舞台、司会と幅広く活躍している。

## 人物
実母は榊原るみ。母方の祖父は芝浦工業大学名誉教授の榊原秋策。高祖父は青山学院神学部教授の山田寅之助。
趣味、特技はピアノ、声楽、書道、日舞。英会話、ドイツ語検定2級。
1987年、青山学院初等部入学。青山学院中等部・高等部と内部進学を重ね、2001年、青山学院女子短期大学英文科卒業。『3年B組金八先生』シリーズで共演した星野真里は、公私で交流があり、中等部・高等部ともに後輩である。

## 主な出演作品
※は母と共演

### バラエティ番組
- フルーツサンデー（2000年3月31日 - 2001年3月23日、NHK-BS2） - ジェームス小野田と共に司会
- FNSソフト工場「大草原に夢が咲く」（2000年7月5日、フジネットワーク）
- クイズ!脳ベルSHOW（2021年3月17日・18日・19日、BSフジ）

### テレビドラマ
- 課長サンの厄年（1993年7月7月4日 - 10月3日、TBS・東芝日曜劇場） - 寺田明美 役
- 仰げば尊し 第1話「2年C組の奇跡」（1994年、フジテレビ）
- 火曜サスペンス劇場　当番弁護士（1994年 - 1997年、日本テレビ）
- 俺は浪速の漫才師（1995年、TBS）
- 3年B組金八先生（TBS） - 伊丸岡ルミ 役
  - 第4シリーズ（1995年 - 1996年）
  - スペシャル9「子供を救え! 大人達よ立ち上がれ」（1998年）
  - 第7シリーズ第10話「中3の父小6の母」（2004年）
  - ファイナル〜「最後の贈る言葉」（2011年） - ピアノ伴奏
- 渡る世間は鬼ばかり 第3シリーズ（1996-1997年、TBS） - 百合 役
- いのちの事件簿〜福祉の最前線でケースワーカーは今〜（1997年、NHK）
- 蒼天の夢〜松陰と晋作・新世紀への挑戦〜（2000年、NHK）
- 金曜エンターテイメント 児童虐待調査官（2000年、フジテレビ）
- 暴れん坊将軍X（2000年、テレビ朝日） - 千奈津 役 ※
第21話「井戸に出た女幽霊!縁切り寺の黒い罠」にて、実母の榊原るみと共演。
- 土曜ワイド劇場（テレビ朝日）
  - 「温泉若おかみの殺人推理」第9作（2000年） - スミ子　役、
  - 第10作(2002年) - タエ子　役、榊原恵
  - 第11作(2002年) - スミ子　役、榊原恵
  - 第12作(2003年) - タエ子　役、榊原恵
  - 第13作(2003年) - ナオミ　役、榊原恵
  - 第14作(2004年) - フサ子　役、
  - 第15作(2005年) - ウメ子　役
  - 「棟居刑事の黙示録」（2009年11月21日）
  - 「救急救命士・牧田さおり9」（2013年2月23日） - 小嶋奈々子 役
  - 「おかしな刑事10」（2013年6月22日） - 本郷奈々 役
  - 「新・おとり捜査官」（2015年9月12日） - 調布南署・泉 役
  - 「家裁調査官・山ノ坊晃〜紛争解決100％の男!」（2016年5月7日） - 内藤由香里 役
- 大江戸を駈ける!第6話「狙われた休日・浅草」（2001年、TBS） - お咲 役
- 水戸黄門（TBS）
  - 第31部 第5話「やんちゃ姫の大冒険・浜松」（2002年） - 菊姫 役
  - 第40部 第8話「ニセ黄門の大芝居!・盛岡」（2009年9月14日） - お鶴 役
- 二十四の瞳（2005年、TBS）
- 警視庁捜査ファイル さくら署の女たち 第9話「謎の銃弾!!最終標的は刑事の母」（2007年、テレビ朝日） - 七恵 役
- 相棒（テレビ朝日 / 東映）
  - Season6 第10話「寝台特急カシオペア殺人事件!」（2008年） ‐ 目黒美音 役
  - Season8 第7話「鶏と牛刀」（2009年） - 滝美穂子 役
  - Season21 第5話「眠る爆弾」（2022年）  - 三沢史子 役
- 氷の華（2008年、テレビ朝日）
- 金曜プレステージ 「浅見光彦シリーズ36・鐘」（2010年、フジテレビ） - 小西伸江 役
- NHK正月時代劇 「隠密秘帖」（2011年1月1日、NHK） - 藤里 役
- 月曜ゴールデン（TBS）
  - 「湯けむりバスツアー 桜庭さやかの事件簿4」（2012年2月6日） - 岸野絵里 役
  - 「狩矢警部シリーズ12」（2012年11月19日） - 藤乃 役
- ウロボロス〜この愛こそ、正義。 第1話（2015年1月16日、TBS） - 西田まどか 役
- ドS刑事 第4話（2015年5月2日、日本テレビ） - 飼い主を見つけた女性 役
- 警視庁捜査一課9係（テレビ朝日 / 東映）
  - season10 第6話（2015年6月3日） - 寺内理恵 役
  - season12 第4話（2017年5月3日） - 栗田弘美 役
- 最強のふたり〜京都府警 特別捜査班〜 第4話（2015年8月6日、テレビ朝日 / 東映） - 西山早苗 役
- 日曜ワイド 「司法教官・穂高美子6」（2017年10月1日、テレビ朝日） - 橋本めぐみ 役
- 科捜研の女（2018年3月15日、テレビ朝日） - 石川麻紀 役
- 土曜ワイド 「山村美紗サスペンス 小京都連続殺人事件4」（2019年2月9日、フジテレビ） - 岩切美加子 役
- 山女日記3 第1話（2021年10月17日、NHK） - 清水江里 役
- クロステイル 〜探偵教室〜 第4話（2022年4月30日、東海テレビ・フジテレビ） - 山田則恵 役
- ホテルマン東堂克生の事件ファイル〜日光鬼怒川温泉殺人事件〜（2023年3月18日、BS-TBS） - 沢仁美 (プラトン鬼怒川・バーテンドレス) 役[3]

### 映画
- 秋桜（1997年）※
- MARCO 母をたずねて三千里（1999年） - フィオリーナ 役（声優）※
- ひとりね（2002年）※
- 青空へシュート（2002年）
- ジャンプ（2004年）
- みやび 三島由紀夫（2005年）
- さくらん（2007年） - 空蝉 役
- エクステ（2007年）
- 大決戦!超ウルトラ8兄弟（2008年） - 郷メグ 役 ※
- アラフォーの挑戦 アメリカへ 主演（2019年）
- スーパー戦闘 純烈ジャー（2021年） - 売店の店員 役[4]
- スーパー戦闘 純烈ジャー 追い焚き☆御免（2022年） - 橋本 役
- フレイル（2024年）

### 舞台
- バリフー最後の夜（東京渋谷Bunkamuraシアターコクーン、1999年2月）
- リトルナイトミュージック（東京青山劇場）
- ウルトラマンプレミア2011（中日劇場、2011年5月） - サロメ星人リジェ

### CM
- 日本コンタクトレンズ
- 小田急百貨店小田急フリーカード
- SQUARE
- 日本生命
- 手ピカジェル
- 大正製薬パブロン鼻炎カプセル
- 結婚式場マリエール
- タナカメガネ
- azbil 山武
- シオノギ製薬 日本イーライリリー

### テレビゲームソフト
- アナザー・マインド（1998年、発売：スクウェア） - 葉山瞳 役（主人公）